# 哈萊姆-148街車站
哈林-148街車站（英語：Harlem–148th Street station），指示牌顯示為「148街-萊諾克斯總站」（148th Street–Lenox Terminal）是美國紐約地鐵IRT萊諾克斯大道線一個總站，位於哈林區，但站名實際上有誤，車站位於149街及小亞當·克萊頓·鮑威爾林蔭路交界。設有3號線（任何時候停站）列車服務。

## 車站結構
| G                     | 街道                                  | 出入口                                |
| G                     | 夾層                                  | 閘機、車站詢問處、MetroCard自動售票機 |
| P 月台層              |                                       |                                       |
| 車廠軌道              | 無服務                                |                                       |
| 2號軌道               | 往新地段大道（深夜時往42街）（145街） |                                       |
| 島式月台，左/右側開門 |                                       |                                       |
| 1號軌道               | 往新地段大道（深夜時往42街）（145街） |                                       |
| 維修軌道              | 無服務                                |                                       |

車站的位置和軌道起初為1904年啟用的萊諾克斯大道車廠，亦為現時3號線列車停泊的地方。1910年代雙重合約開始曾有將萊諾克斯大道線延長至149街或150街的計劃。1916年正式提出一個延長至149街的計劃，作為萊諾克斯大道線和IRT傑羅姆大道線在布朗克斯的連接。
1957年又計劃一個位於萊諾克斯車廠內的150街車站，以更好服務當地（包括鄰近哈萊姆河之家）。此車站連同布朗克斯延長線，自1940年代起就被當地居民要求興建，因為巴士服務和地面街車服務不可靠。受萊諾克斯車廠於1960年代縮小影響，車站後來移動到149街，土地賣給發展商以在車廠和車站上蓋興建高校和住宅大樓（參見下面）。
新總站在完工時曾打算取代舊總站145街車站以免轉轍器過近妨礙月台延長至10節的工程。然而，關閉145街車站的計劃受到當地居民的抗議而取消。148街車站於1968年5月13日啟用。當時站名為「149街-第七大道車站」（149th Street–Seventh Avenue），但由於可能與149街-大廣場車站混淆，改名為「148街-萊諾克斯總站車站」（148th Street–Lenox Terminal）。
1990年代站名牌為倒轉的「萊諾克斯總站-148街車站」（Lenox Terminal–148th Street），直至2003年改回原名為止。
由1995年起至2008年，此站沒有全日服務，3號線列車於深夜時並不營運。全日服務於2008年7月27日開始。
此站是IRT萊諾克斯大道線的北端總站，設有一個島式月台和兩條軌道。軌道於月台西端的止衝擋結束。車站旁邊是萊諾克斯車廠，用作列車儲存但不設維修設施。車廠於車站啟用前已存在，於1968年加入。由於車廠和軌道連接為現成的，因此建設費用相對較低。過去總站為一站以南的145街車站。由於天花板較高，月台服務指示牌經重電纜懸掛。
車站似乎是地下車站，但實際上此站與旁邊的車廠均位於地面。然而與其他地面車站不同，148街車站不可無障礙通行，因為前往月台的道路設有樓梯。

## 外部連結
- nycsubway.org—IRT White Plains Road Line: 148th Street/Lenox Terminal
- The Subway Nut – 148th Street–Lenox Terminal Pictures（页面存档备份，存于）
- Station Reporter — 3 Train
- Seventh Avenue entrance from Google Maps Street View（页面存档备份，存于）
- Platforms from Google Maps Street View（页面存档备份，存于）